# Gencsapáti
Gencsapáti (horvátul: Genča) község Vas vármegyében, a Szombathelyi járásban. 1943-ban jött létre, Nagygencs (korábban Németgencs) és Gyöngyösapáti községek egyesítésével.

## Fekvése
A Gyöngyös-sík nyugati részén fekszik, Szombathely észak-északnyugati szomszédságában, a Gyöngyös-patak partján észak-déli irányban 4 kilométer hosszan elnyúlva. Az egykori Nagygencs községből alakult mai falurész alkotja a település déli felét, míg Gyöngyösapáti településrész Gencsapáti északi részén terül el.
A szomszédos települések: észak felől Gyöngyösfalu, északkelet felől Pusztacsó, kelet felől Söpte, dél felől Szombathely, nyugat felől Bucsu, északnyugat felől pedig Perenye.

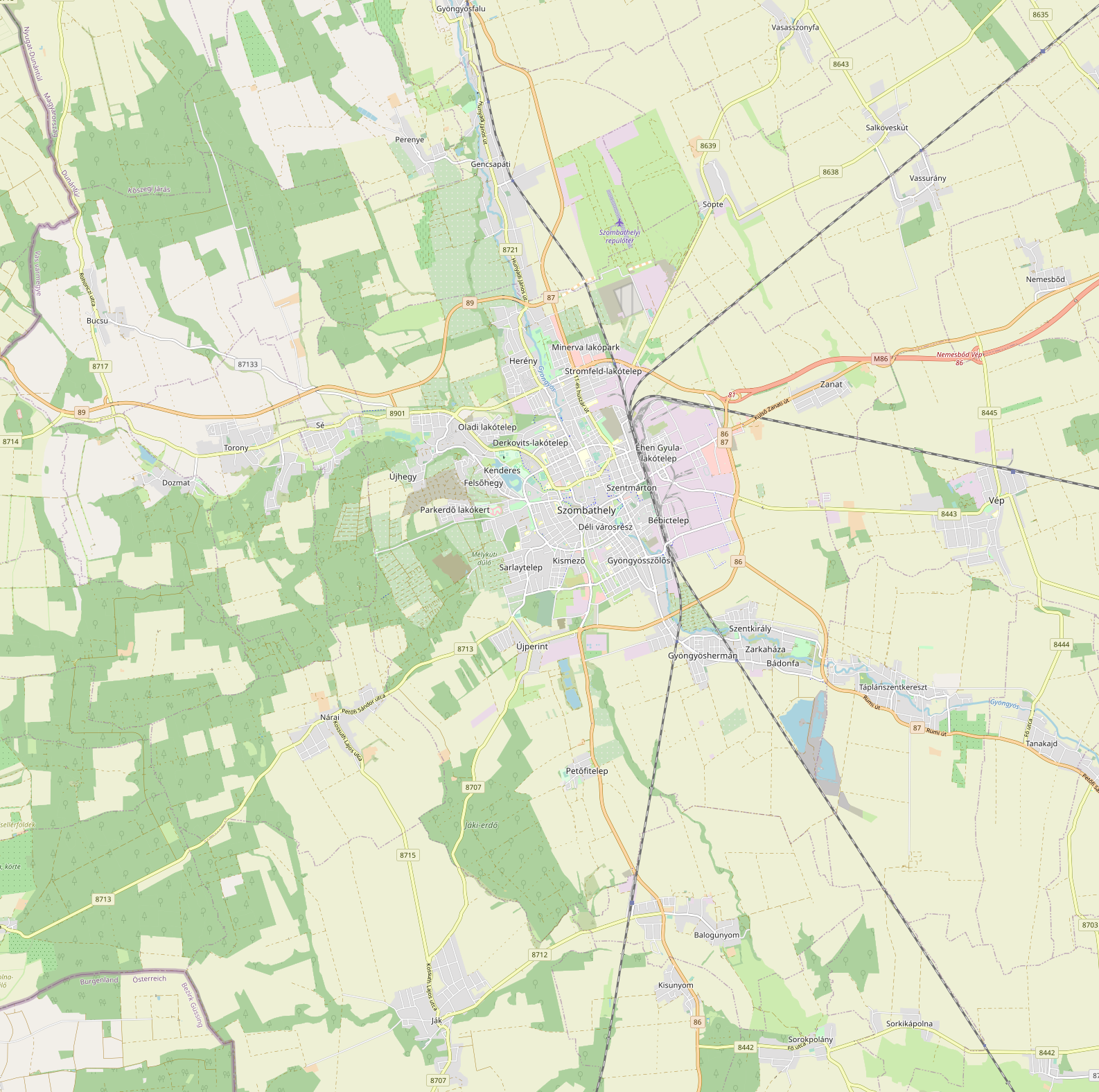
Gencsapáti elhelyezkedése Szombathelytől északra

### Megközelítése
A település közigazgatási területén, a lakott területeitől keletre végighalad dél-északi irányban a 87-es főút, így az ország távolabbi részei felől ez a legfontosabb közúti megközelítési útvonala. Magán a községen azonban csak a 8721-es út húzódik végig, ezen érhető el a megyeszékhely, Szombathely belvárosa felől éppúgy, mint északi szomszédai irányából. Zsákfalunak tekinthető északnyugati szomszédjával, Perenyével a 87 129-es számú mellékút kapcsolja össze.
A hazai vasútvonalak közül a települést a Szombathely–Kőszeg-vasútvonal érinti, melynek két megállási pontja van itt. Gencsapáti alsó megállóhely az egykori Nagygencs központjának keleti szélén, Gencsapáti felső megállóhely pedig Gyöngyösapáti központja közelében helyezkedik el. Az előbbi közúti megközelítését a 8721-es útból kiágazó 87 314-es számú mellékút biztosítja, utóbbi egy rövid önkormányzati úton érhető el a 8721-es útról letérve.
A települést érintette volna az 1847-ben tervezett Sopron-Kőszeg-Szombathely-Rum-Zalaszentgrót-Nagykanizsa vasútvonal, melynek a település mindkét részén lett volna megállója.
A település még légi úton is megközelíthető, mivel túlnyomórészt Gencsapáti területére esik a szombathelyi repülőtér, itt található a repteret kiszolgáló létesítmények nagy része is.

## Nevének eredete
Nagygencs neve a török genzs (= kincs) főnévből ered, feltételezések szerint egy Bulcsú horka kíséretében levő káliz néptöredék neve lehetett, melynek itt volt a szálláshelye. 

Gyöngyösapáti neve onnan való, hogy a falu egykor apátsági birtok volt. Nevének előtagja a Gyöngyös-patak menti fekvésére utalt.

## Története
A falu területén már a rézkorban is éltek emberek. A Kápolnadomb környékén rézkori sírok kerültek elő, melyek egykori településhez tartozhattak. A római kori betelepülést támasztják alá a határában talált épületnyomok, a Rőzsegátnál megtalált római vízvezeték és a Szentkút útjánál talált Isis-oszlop. 1941-ben területén népvándorlás-kori csontvázas sírra bukkantak.

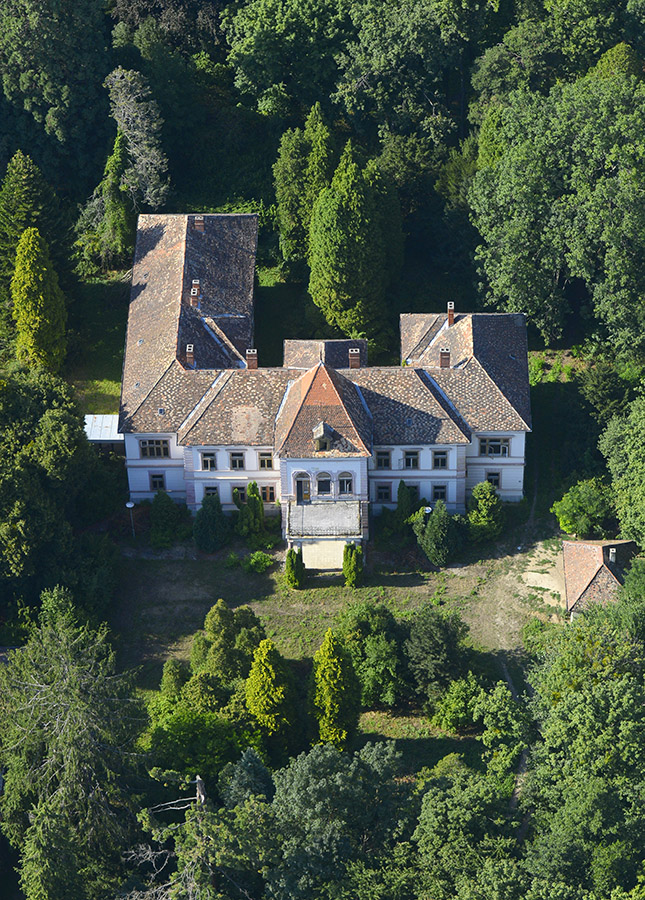
A gencsapáti Széchenyi-kastély légi fotón

Gencset 1288-ban Gench, Apátit 1328-ban Apaty alakban említik először. Gencs első említése Zynsa határleírásában szerepel villa Gench alakban mint szomszédos település. Birtokosa a Genchi család volt, akik 1372-ben megosztoztak a birtokon. Apátiról a vasvár káptalan 1328-ban kelt oklevele írja, hogy Salamon fia Mihály birtoka. Gencs falu temploma a középkorban épült gótikus stílusban. Birtokosai többek közt a Garai, a Jurisich, a Nádasdy, a Széchy és az Esterházy családok voltak.
A 16. században lakói evangélikusok lettek. 1655-ben templomában evangélikus zsinatot tartottak. Az 1674-es egyházlátogatáskor a templom már újra katolikus. A 17. században, majd 1880-ban a templomot átépítették.
Apáti birtokosai többek között a Nádasdy, a Chemetey, a felsőőri Bertha, a Batthyány és a Széchényi család voltak. A 16. században a Chemetey család építette a Széchenyi-kastélyt, aminek a tulajdonosa a családból Chemethey István (fl. 1578–1607) volt, Vas vármegye alispánja, követe, földbirtokos. A várkastélyt az 1820-as években a Széchenyi család klasszicista stílusban építtette át. A falu régi kápolnáját 1815-ben bontották le, helyére kőkeresztet állítottak. Mai templomát 1903-ban építették. A kastély utolsó birtokosa Apponyi Albert volt, 1935-től pedig tiszti üdülőként szolgált, ahol a második világháború alatt lengyel menekülteket szállásoltak el.

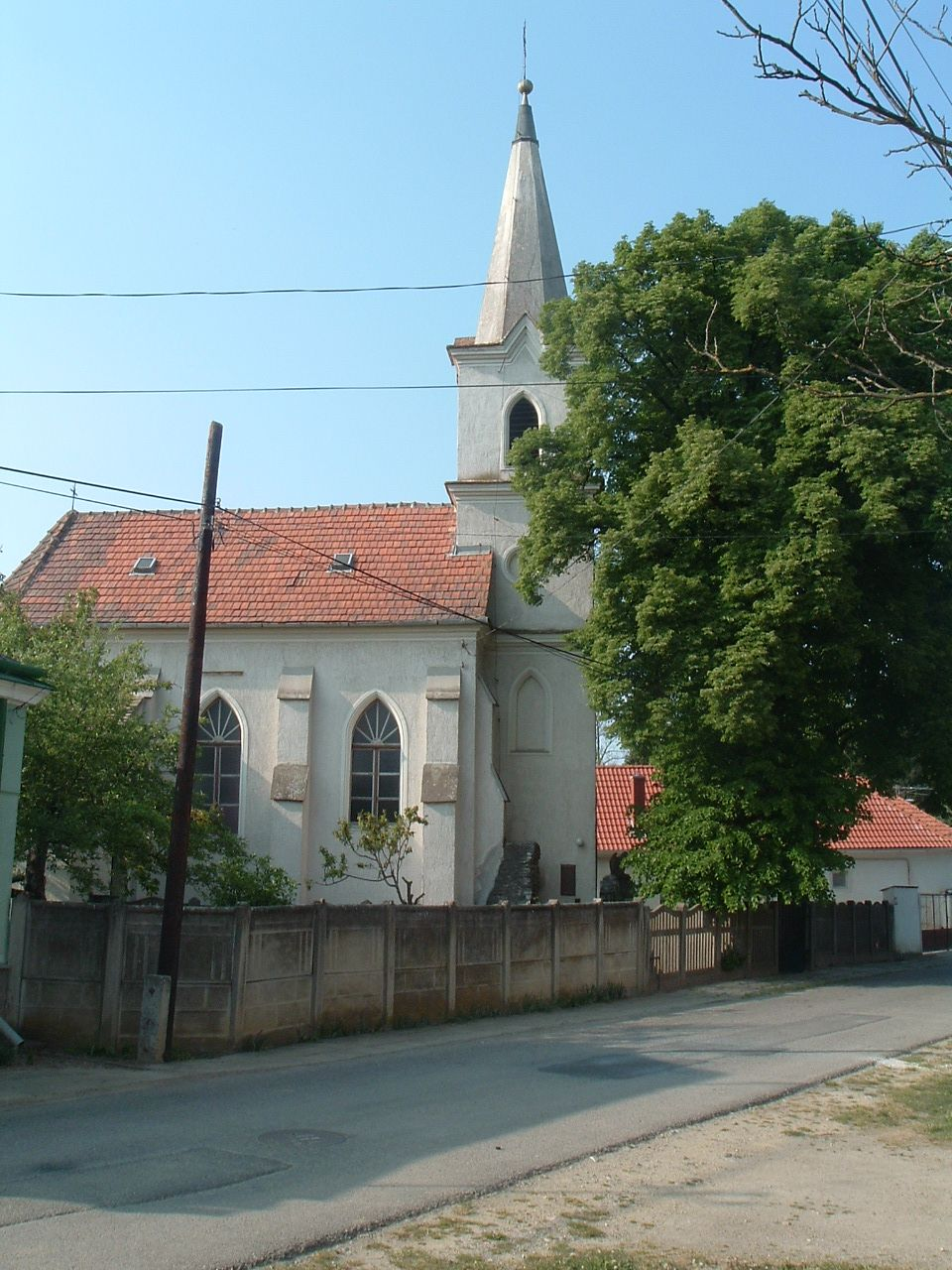
A gyöngyösapáti római katolikus templom

Vályi András szerint "Német Gencs, Gentsdorf. Elegyes német falu Vas Vármegyében, földes Ura H. Eszterházy Uraság, lakosai katolikusok, fekszik az előbbenitöl nem meszsze, határbéli földgyei termékenyek, fája, legelője elég; Kőszögön, és Szombathelyen jó piatzozása, réttyei elegendők, és jók, első Osztálybéli. APÁTI. Magyar, és tót falu Vas Vármegyében, birtokosa 43Péchy Uraság, lakosai katolikusok, fekszik Kőszegtöl egy, és 1/4. mértföldnyire, Szombathelyhez is egy mértföldnyire. Határjok termékeny, földgyei, réttyei jók, fája nintsen, de e’ fogyatkozást meghaladgya, földgyének termékenysége, kereskedésre, ’s vagyonnyiaknak eladására való jó módgyokért, első Osztálybéli."
Fényes Elek szerint "Német-Gencs, magyar f., Vas vmegyében, a Kőszegről Szombathelyre vivő országút mellett, 685 kath., 6 zsidó lak. Van itt kath. paroch. templom, egy téres, emeletes katonai kórház. Termékeny róna határát és rétjeit a Gyöngyös öntözi. Lakosai jó lovakat és marhákat tenyésztenek. F. u. h. Eszterházy. Ut. p. Kőszeg."
1910-ben Nagygencsnek 1316, Gyöngyösapátinak 230 magyar lakosa volt, Vas vármegye Szombathelyi járásához tartozott. A két községet 1943-ban egyesítették.

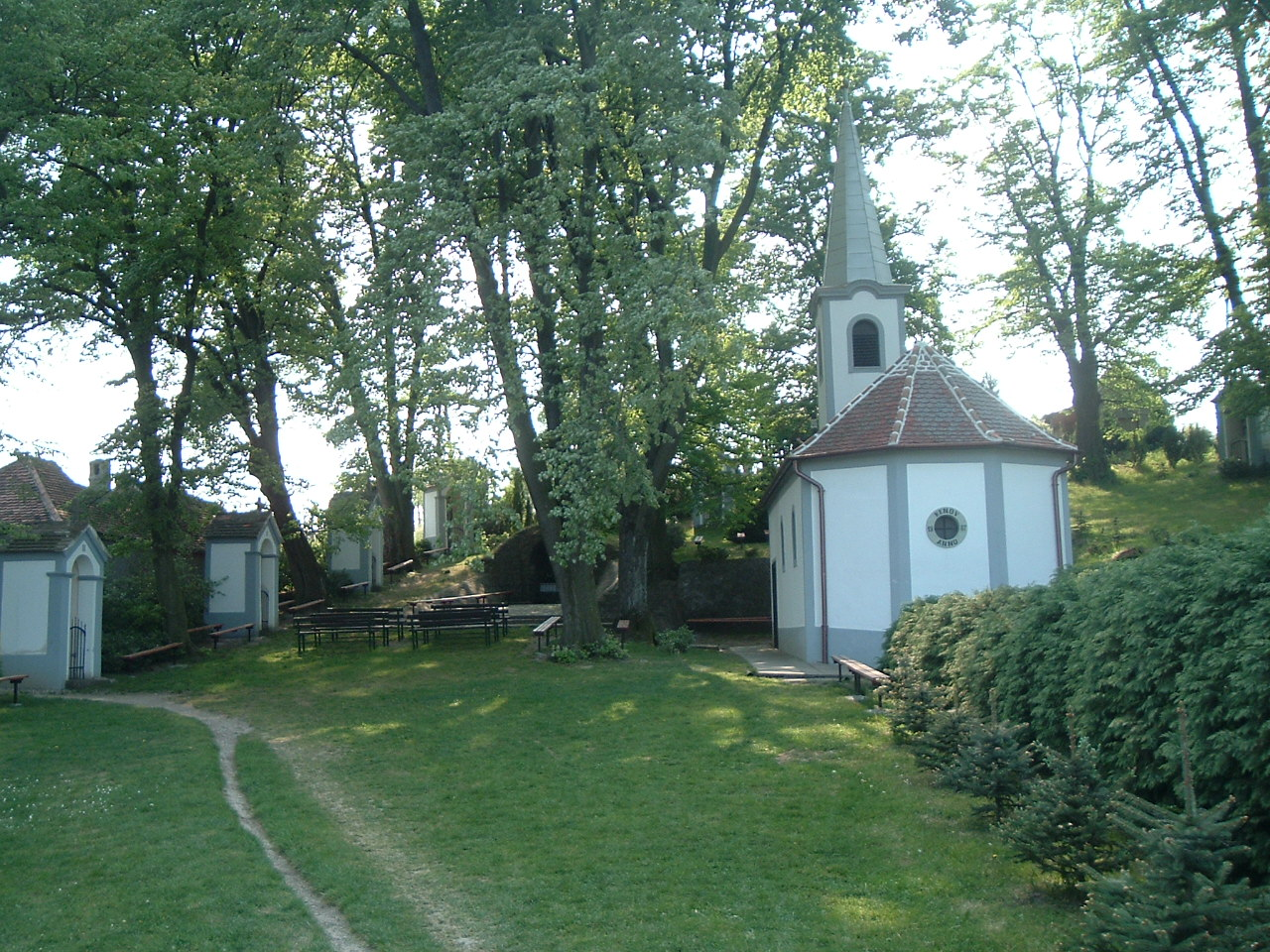
A Szentkút

### A Szentkút története
A falu határában a szőlőhegy alatt bővizű forrás található, ahova Török Mihály és neje László Katalin hálából kápolnát építtetett annak emlékére, hogy vak gyermekük szemei a forrás vizében megmosva megnyíltak. Később remetelak és kálvária is épült ide. A remetelak időközben elpusztult, de a kápolnát egy Geröly István nevű jobbágy újjáépítette. Az 1860-as években stációk is épültek a kápolna mellé, ekkor került ide a Fájdalmas Szűzanya szobra is. 1936-ban Hosszú István és felesége hatéves korában elhunyt Bernadett nevű kislányuk emlékére lourdes-i barlangot építtetett a Szentkúthoz.

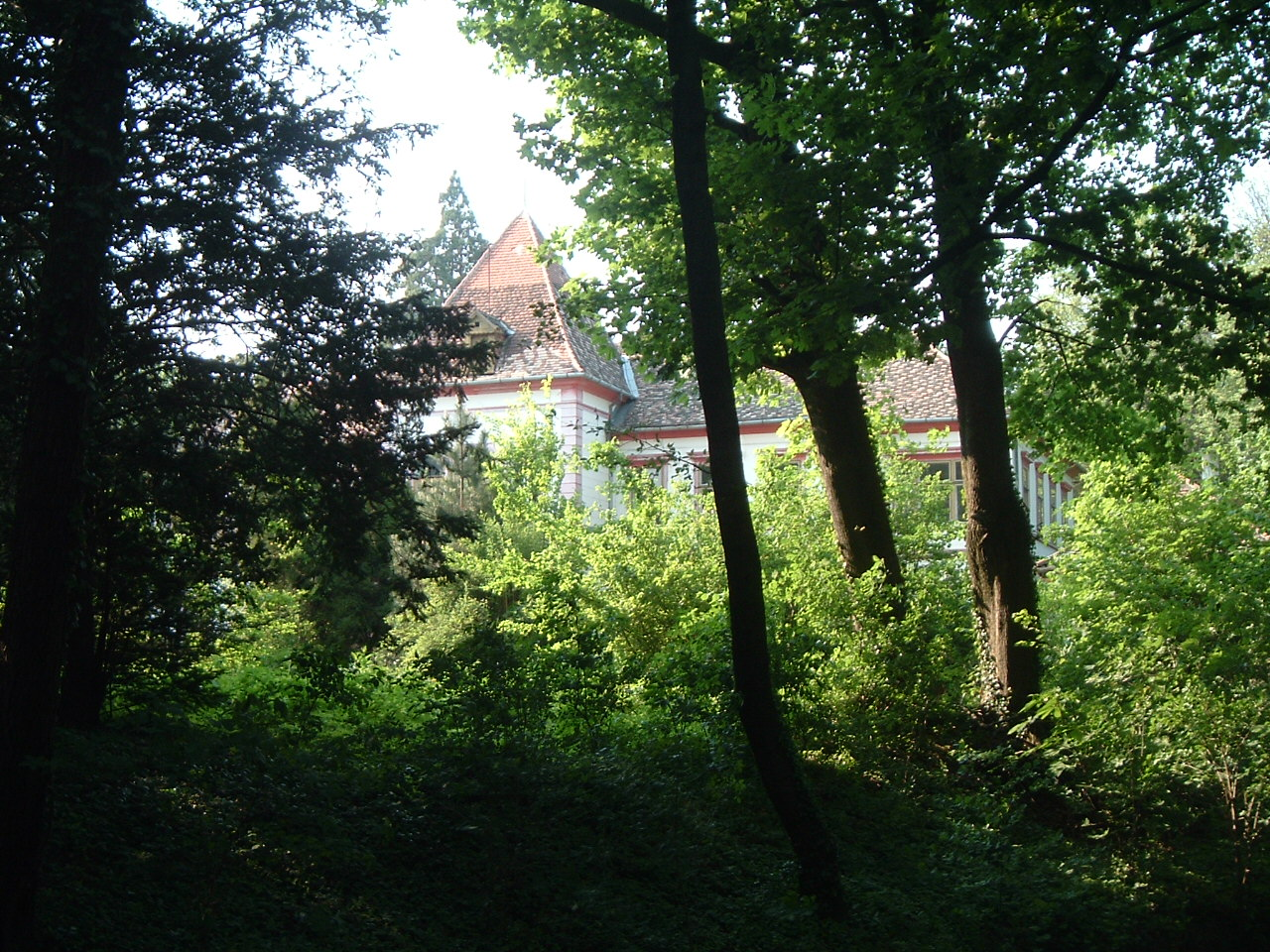
A gyöngyösapáti Széchenyi-kastély

## Közélete

### Polgármesterei
- 1990–1994: Hollósi József (független)[7]
- 1994–1998: Hollósi József (független)[8]
- 1998–1999: Hollósi József (független)[9]
- 2000–2002: Kovács Vince (független)[10][11]
- 2002–2006: Kovács Vince (független)[12]
- 2006–2010: Bodorkós Ferenc (független)[13]
- 2010–2013: Kovács Vince (független)[14]
- 2013–2014: Bodorkós Ferenc (független)[15]
- 2014–2019: Bodorkós Ferenc (Fidesz-KDNP)[16]
- 2019–2024: Bodorkós Ferenc (független)[17]
- 2024– : Dr. Őry Ferenc (független)[1]

A településen 2000. április 2-án időközi polgármester-választást tartottak, az előző polgármester lemondása miatt.
2013. június 16-án újból időközi polgármester-választást (és képviselő-testületi választást) kellett tartani Gencsapátiban, ezúttal az előző képviselő-testület önfeloszlatása miatt. A választáson a hivatalban lévő polgármester nem indult el.

## Népesség
A település népességének változása:
| Lakosok száma | 2743 | 2724 | 2711 | 2679 | 2714 | 2658 | 2684 |
|               | 2013 | 2014 | 2015 | 2021 | 2022 | 2023 | 2024 |

A 2011-es népszámlálás során a lakosok 81,3%-a magyarnak, 1,8% németnek, 0,5% horvátnak mondta magát (18,7% nem nyilatkozott; a kettős identitások miatt a végösszeg nagyobb lehet 100%-nál). A vallási megoszlás a következő volt: római katolikus 57,4%, református 1,4%, evangélikus 1,4%, görögkatolikus 0,6%, felekezet nélküli 8,6% (29,7% nem nyilatkozott).

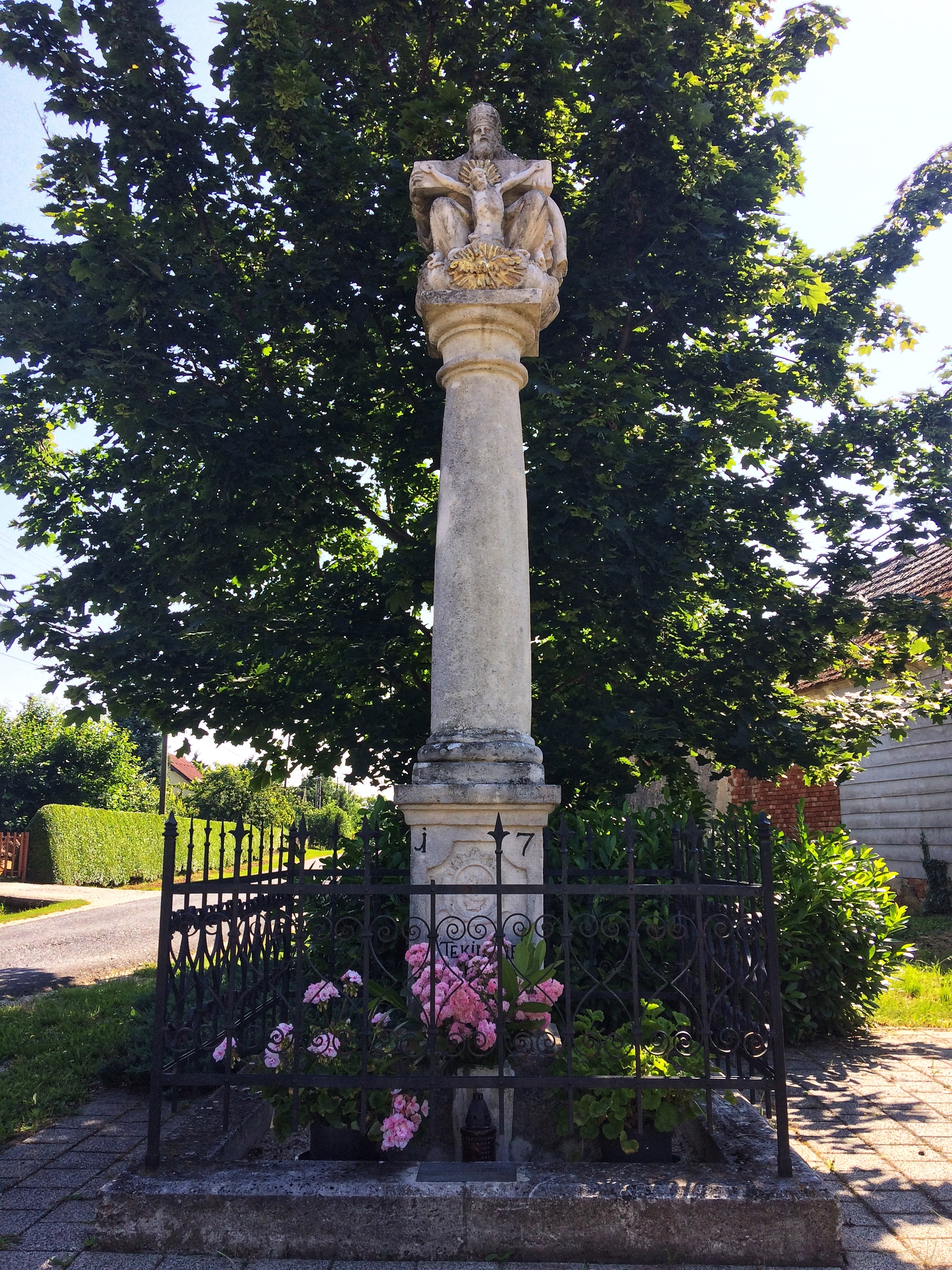
Az 1777-ben állított Szentháromság-szobor

2022-ben a lakosság 93,7%-a vallotta magát magyarnak, 2,4% németnek, 0,5% cigánynak, 0,2% horvátnak, 2,4% egyéb, nem hazai nemzetiségűnek (6,2% nem nyilatkozott; a kettős identitások miatt a végösszeg nagyobb lehet 100%-nál). Vallásuk szerint 50,7% volt római katolikus, 2,1% református, 1% evangélikus, 0,2% görög katolikus, 1% egyéb keresztény, 0,4% egyéb katolikus, 9,7% felekezeten kívüli (34,8% nem válaszolt).

## Nevezetességei
- A nagygencsi Szent Jakab apostol tiszteletére szentelt római katolikus templom középkori eredetű. A 17. század végén javították. 1880-ban eklektikus stílusban átépítették és háromhajóssá bővítették. 1974-es tatarozásakor szentélyének több gótikus részlete bukkant elő. Utoljára 2001-ben újították fel.
- A gyöngyösapáti részen áll a Széchenyi-kastély, 1820 körül épült, ma használaton kívül áll.
- A Szentkút a szőlőhegy alatt a falutól nyugatra található, a 18. században létesült. 1756-ban már említik.
- A gyöngyösapáti templom 1903-ban épült.
- A két községrész határán álló Szentháromság-szobrot 1777-ben építette Bertha János törvényszéki bíró.
- A községben 1993-ban alapított hagyományőrző néptáncegyüttes működik.